# 伊拉巴亞區
17°25′15″S 70°30′46″W / 17.4207°S 70.5127°W
伊拉巴亞區（西班牙語：Distrito de Ilabaya），是秘魯的一個區，位於該國南部塔克納大區的豪爾赫巴薩德雷省，面積1,111.4平方公里，海拔高度1,425米，2005年人口5,359，人口密度每平方公里4.8人。